# Storrams
Storrams (Polygonatum multiflorum) är en art i familjen sparrisväxter. Den har en krypande flerårig jordstam, från vilken stjälkarna kommer upp. Stjälkarna är bågböjda och bladen är riktade uppåt, medan blommorna hänger nedåt från varje bladveck. Blommorna är vitgröna, sambladiga och långsmala. Bären är svartblå och de är giftiga.

## Synonymer
Convallaria bracteata E.Thomas ex Gaudin
Convallaria multiflora L.
Polygonatum bracteatum (Gaudin) A.Dietr.
Polygonatum gussonei Ces., Pass. & Gibelli
Polygonatum multiflorum subsp. bracteatum (Gaudin) K.Richt.
Polygonatum salomonis Friche-Joset & Montandon nom. illeg.
Sigillum salomonis Bedevian